# Vlajka Bělgorodské oblasti

Vlajka Bělgorodské oblasti
Poměr stran: 2:3

Vlajka Bělgorodské oblasti, jedné z oblastí Ruské federace, je tvořena listem o poměru stran 2:3 rozdělený modrým, přímým křížem na bílé, zelené, červené a černé pole. V prvním, bílém poli je umístěn znak oblasti. Ramena jsou široká 1/11 šířky listu, znak je vysoký 1/3 šířky listu.
Bílá barva na vlajce symbolizuje četná ložiska křídy a produkci mléka a cukru, zelená hojnost a úrodnost půdy, polí a lesů, červená krev, prolitou obránci vlasti na bělgorodských hranicích v 16.–20. století a černá barva symbolizuje bohatství černozemní půdy a nerostné bohatství.

## Historie
Vlajka Bělgorodské oblasti byla schválena oblastní dumou 22. června 2000 vyhláškou č. 36 „O vlajce Bělgorodské oblasti”.
Autory vlajky byli V. M. Palval, A. V. Kulabuchov, Viktor Pavlovič Legeza a A. V. Rjabčikov.
22. dubna 2004 byl oblastní dumou schválen zákon č. 122 „O znaku a vlajce Bělgorodské oblasti”. Zákon podepsal 6. května 2004 oblastní gubernátor Jevgenij Stěpanovič Savčenko.
22. února 2006 přijala Bělgorodská duma zákon č. 22, který doplnil předchozí zákon. 3. března ho podepsal gubernátor J. S. Savčenko.
Vlajka je uvedena v heraldickém registru Ruské federace pod číslem 621.

## Vlajky okruhů a rajónů Bělgorodské oblasti

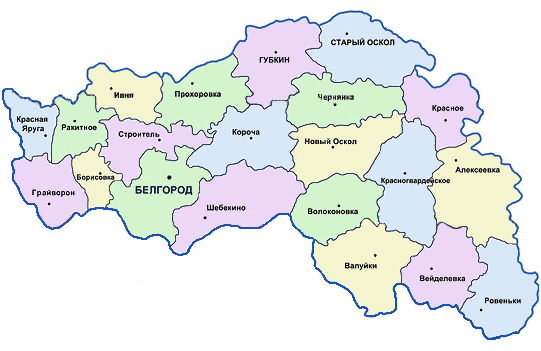
Členění Bělgorodské oblasti

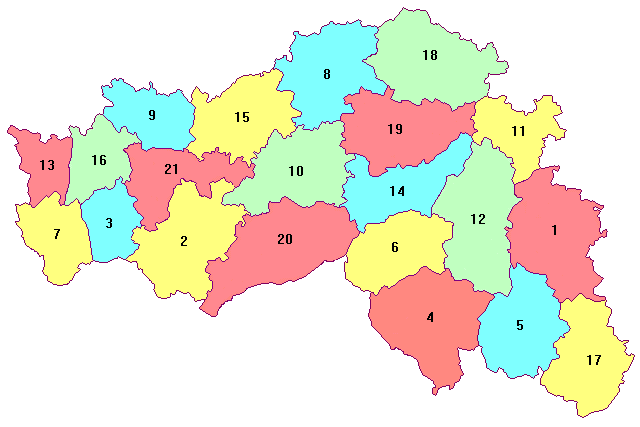
Členění Bělgorodské oblasti

Od 1. května 2018 se oblast člení na 9 městských okruhů a 13 rajónů.
Městské okruhy

Bělgorod (2) Poměr stran: 2:3
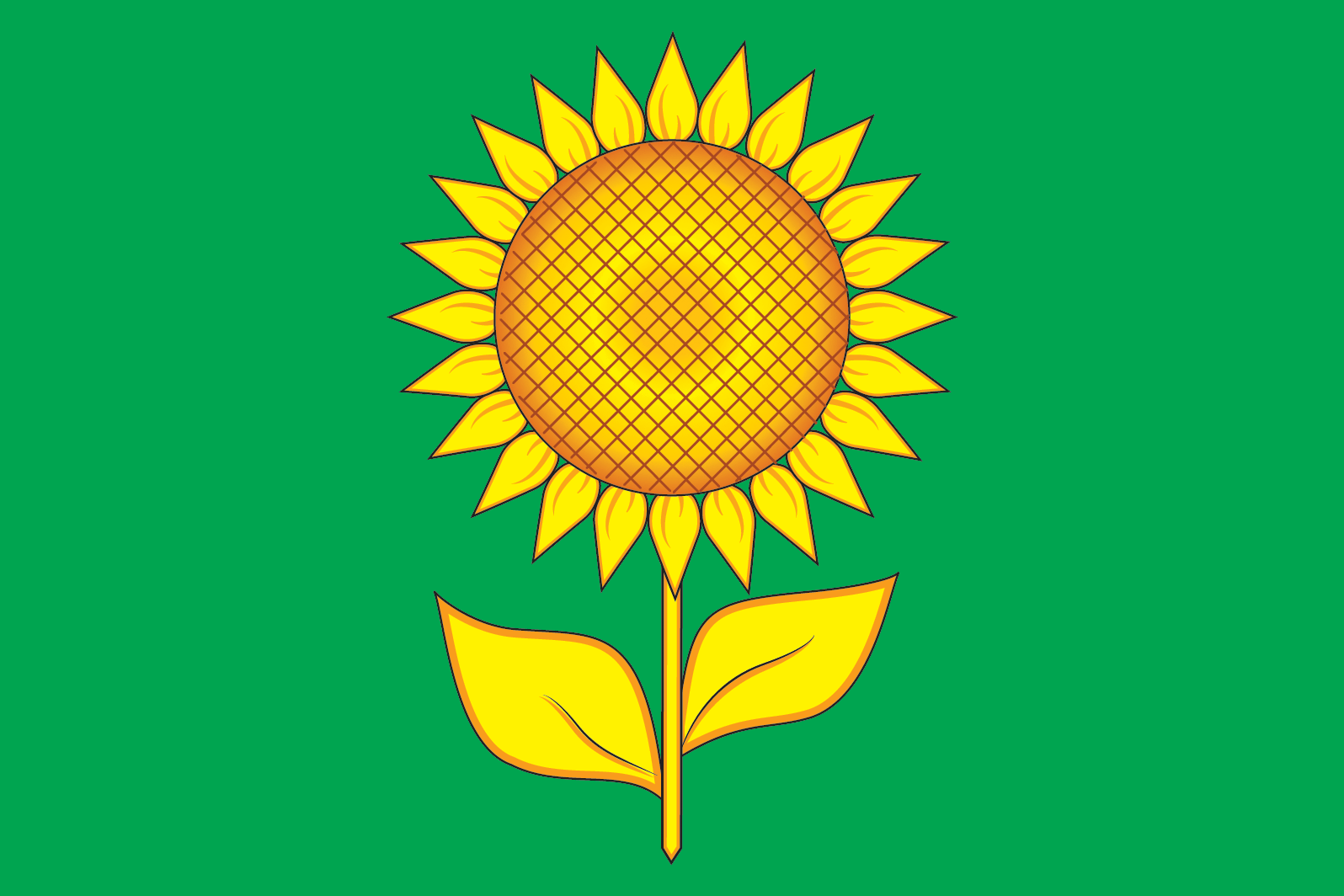
Alexejevka (1) Poměr stran: 2:3
Valujki (4) Poměr stran: 2:3
Grajvoron (7) Poměr stran: 2:3
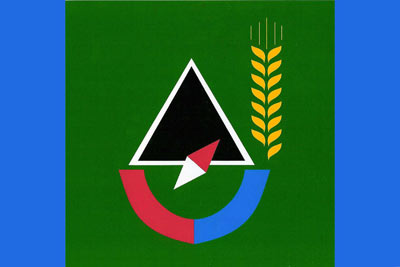
Gubkin (8) Poměr stran: 2:3
Novyj Oskol (14) Poměr stran: 2:3
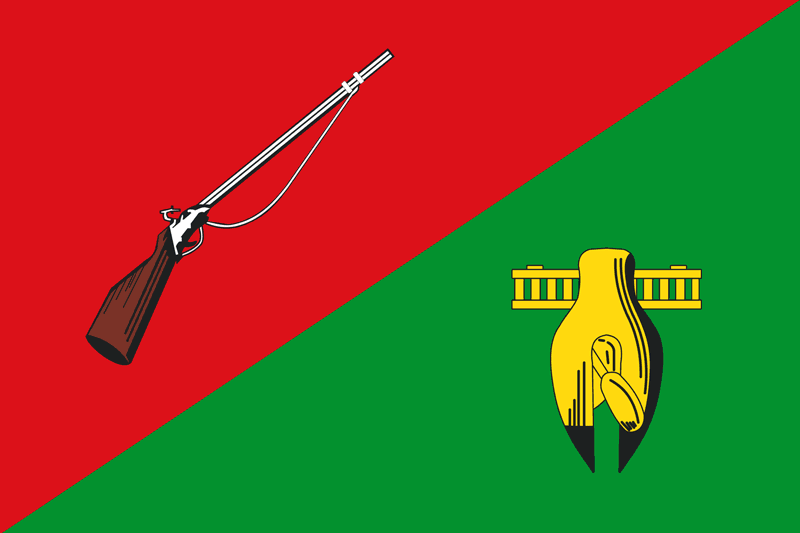
Staryj Oskol (18) Poměr stran: 2:3
Šebekino (20) Poměr stran: 2:3
Jakovlevský okruh (21) Poměr stran: 2:3

Rajóny

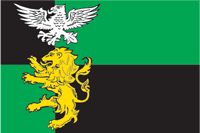
Bělgorodský rajón (2) Poměr stran: 2:3
Borisovský rajón (3) Poměr stran: 2:3
Vejdělevský rajón (5) Poměr stran: 2:3
Volokonovský rajón (6) Poměr stran: 2:3
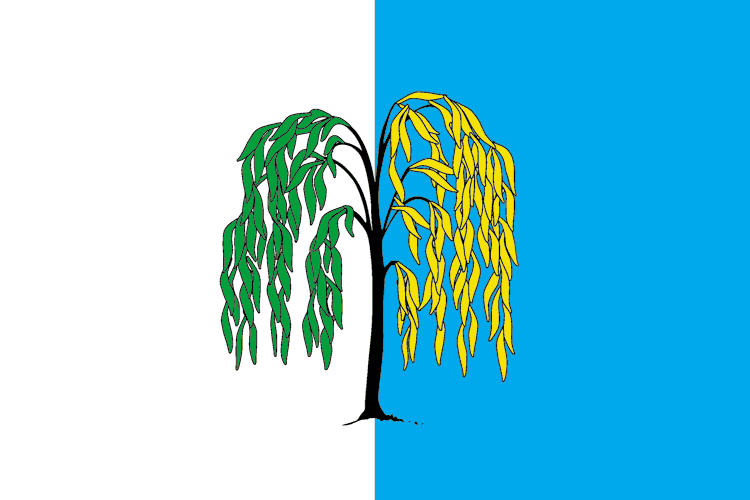
Ivnjanský rajón (9) Poměr stran: 2:3
Koročanský rajón (10) Poměr stran: 2:3
Krasněnský rajón (11) Poměr stran: 2:3
Krasnogvardějský rajón (12) Poměr stran: 2:3
Krasnojaružský rajón (13) Poměr stran: 2:3
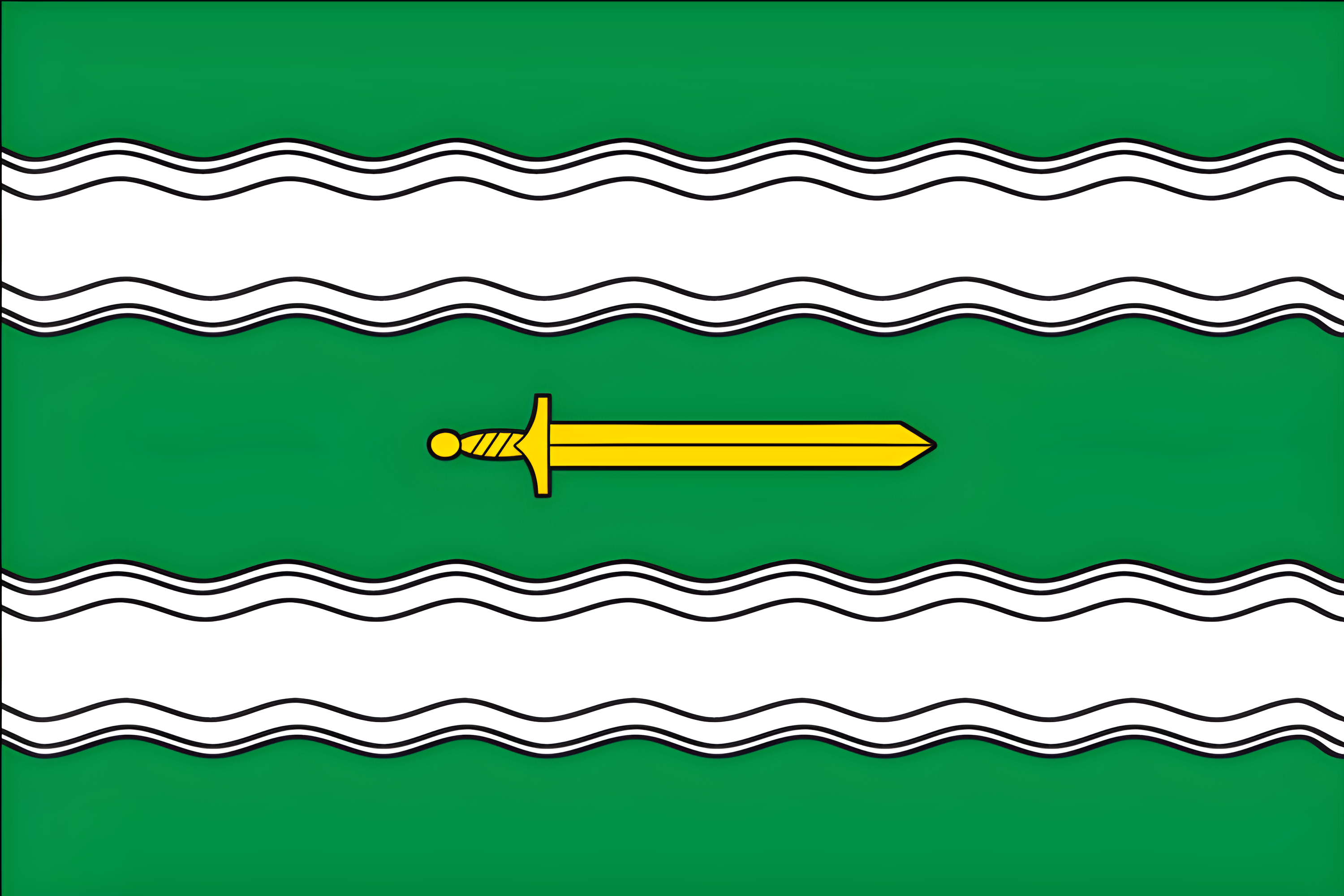
Prochorovský rajón (15) Poměr stran: 2:3
Rakitjanský rajón (16) Poměr stran: 2:3
Rovenský rajón (17) Poměr stran: 2:3
Černjanský rajón (19) Poměr stran: 2:3